# Festival di Cannes 1951
La 4ª edizione del Festival di Cannes si è svolta a Cannes dal 3 al 20 aprile 1951.
Dopo le prime tre edizioni autunnali, a partire da questa edizione il Festival ha cominciato a tenersi in primavera, evitando la concorrenza diretta con la Mostra del Cinema di Venezia.
La giuria presieduta dallo scrittore francese André Maurois ha assegnato il Grand Prix per il miglior film ex aequo a Miracolo a Milano di Vittorio De Sica e La notte del piacere di Alf Sjöberg.

## Selezione ufficiale

### Concorso
- Addio Mr. Harris (The Browning Version), regia di Anthony Asquith (Gran Bretagna)
- Edoardo e Carolina (Édouard et Caroline), regia di Jacques Becker (Francia)
- Der fallende stern, regia di Harald Braun (Germania)
- Inchiesta giudiziaria (Identité judiciaire), regia di Hervé Bromberger (Francia)
- I figli della violenza (Los olvidados), regia di Luis Buñuel (Messico)
- Juliette o la chiave dei sogni (Juliette ou la cléf des songes), regia di Marcel Carné (Francia)
- Caiçara, regia di Adolfo Celi (Brasile)
- L'amante creola (La balandra Isabel llegó esta tarde), regia di Carlos Hugo Christensen (Venezuela/Argentina)
- Femmina diabolica (Doña diabla), regia di Tito Davison (Messico)
- Napoli milionaria, regia di Eduardo De Filippo (Italia)
- Miracolo a Milano, regia di Vittorio De Sica (Italia)
- Los isleros, regia di Lucas Demare (Argentina)
- Osvobozhdyonnyy kitay, regia di Ivan Dukinsky e Sergei Gerasimov (Cina/URSS)
- La honradez de la cerradura, regia di Luis Escobar (Spagna)
- Past, regia di Martin Frič (Cecoslovacchia)
- Il cammino della speranza, regia di Pietro Germi (Italia)
- Különös házasság, regia di Márton Keleti (Ungheria)
- Marihuana, regia di León Klimovsky (Spagna/Argentina)
- Quattro in una jeep (Die vier im jeep), regia di Leopold Lindtberg (Svizzera)
- Il Cristo proibito, regia di Curzio Malaparte (Italia)
- Eva contro Eva (All About Eve), regia di Joseph L. Mankiewicz (USA)
- Die tödlichen träume, regia di Paul Martin (Germania)
- Siamo tutti peccatori (Balarrasa), regia di José Antonio Nieves Conde (Spagna)
- I racconti di Hoffmann (The Tales of Hoffmann), regia di Michael Powell e Emeric Pressburger (Gran Bretagna)
- Il cavaliere dalla stella d'oro (Kavalier zolotoy zvezdy), regia di Yuli Raizman (URSS)
- Vittoria sulle tenebre (Bright Victory), regia di Mark Robson (USA)
- Musorgskiy, regia di Grigori Roshal (URSS)
- La notte del piacere (Fröken Julie), regia di Alf Sjöberg (Svezia)
- Un posto al sole (A Place in the Sun), regia di George Stevens (USA)
- Meglio un mercoledì da leone (Mad Wednesday), regia di Preston Sturges (USA)
- La danza del fuego, regia di Daniel Tinayre (Argentina/Spagna)
- La vergine gitana (Debla la virgen gitana), regia di Ramón Torrado (Spagna)
- Rumbo, regia di Ramón Torrado (Spagna)
- Teleftaia apostoli, regia di Nikos Tsiforos (Grecia)
- Varsavia città indomita (Miasto nieujarzmione), regia di Jerzy Zarzycki (Polonia)

## Giuria
- André Maurois, scrittore (Francia) - presidente
- Madame Georges Bidault (Francia)
- Louis Chauvet, giornalista (Francia)
- A. de Rouvre, produttore (Francia)
- Guy Desson (Francia)
- Jacques Ibert, compositore (Francia)
- Gaby Morlay, attrice (Francia)
- Georges Raguis (Francia)
- René Jeanne, critico (Francia)
- Carlo Rim, sceneggiatore (Francia)
- Louis Touchagues, artista (Francia)
- Paul Vialar, scrittore (Francia)

## Palmarès

### Lungometraggi
- Grand Prix: Miracolo a Milano, regia di Vittorio De Sica (Italia) ex aequo La notte del piacere (Fröken Julie), regia di Alf Sjöberg (Svezia)
- Premio speciale della giuria: Eva contro Eva (All About Eve), regia di Joseph L. Mankiewicz (USA)
- Prix de la mise en scène: Luis Buñuel - I figli della violenza (Los olvidados) (Messico)
- Prix d'interprétation féminine: Bette Davis - Eva contro Eva (All About Eve), regia di Joseph L. Mankiewicz (USA)
- Prix d'interprétation masculine: Michael Redgrave - Addio Mr. Harris (The Browning Version), regia di Anthony Asquith (Gran Bretagna)
- Prix du scénario: Terence Rattigan - Addio Mr. Harris (The Browning Version), regia di Anthony Asquith (Gran Bretagna)
- Prix per la colonna sonora: Joseph Kosma - Juliette o la chiave dei sogni (Juliette ou la cléf des songes), regia di Marcel Carné (Francia)
- Prix per la fotografia: José María Beltrán -  L'amante creola (La balandra Isabel llegó esta tarde), regia di Carlos Hugo Christensen (Venezuela/Argentina)
- Prix pour le décor: Abram Veksler - Musorgskiy, regia di Grigori Roshal (URSS)
- Prix exceptionnel: I racconti di Hoffmann (The Tales of Hoffmann), regia di Michael Powell e Emeric Pressburger (Gran Bretagna)

### Cortometraggi
- Grand Prix du court métrage: Spiegel van Holland, regia di Bert Haanstra (Paesi Bassi)